# Mauritiella armata
Mauritiella armata är en enhjärtbladig växtart som först beskrevs av Carl Friedrich Philipp von Martius, och fick sitt nu gällande namn av Karl Ewald Maximilian Burret. Mauritiella armata ingår i släktet Mauritiella och familjen Arecaceae. Inga underarter finns listade i Catalogue of Life.

## Bildgalleri

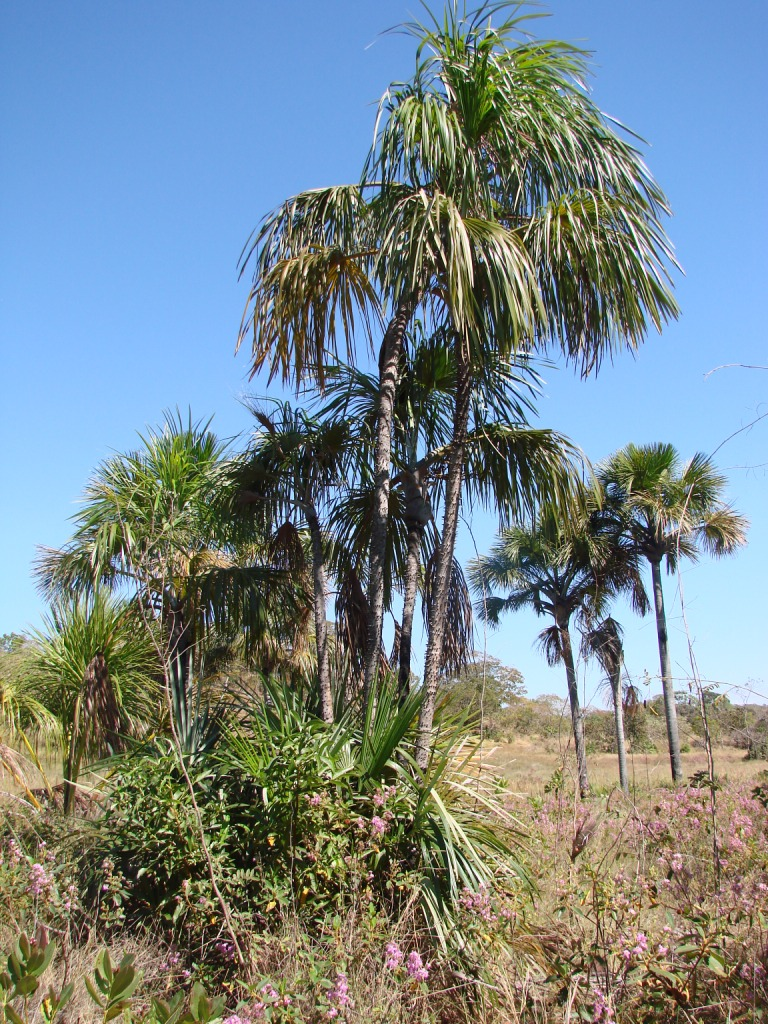
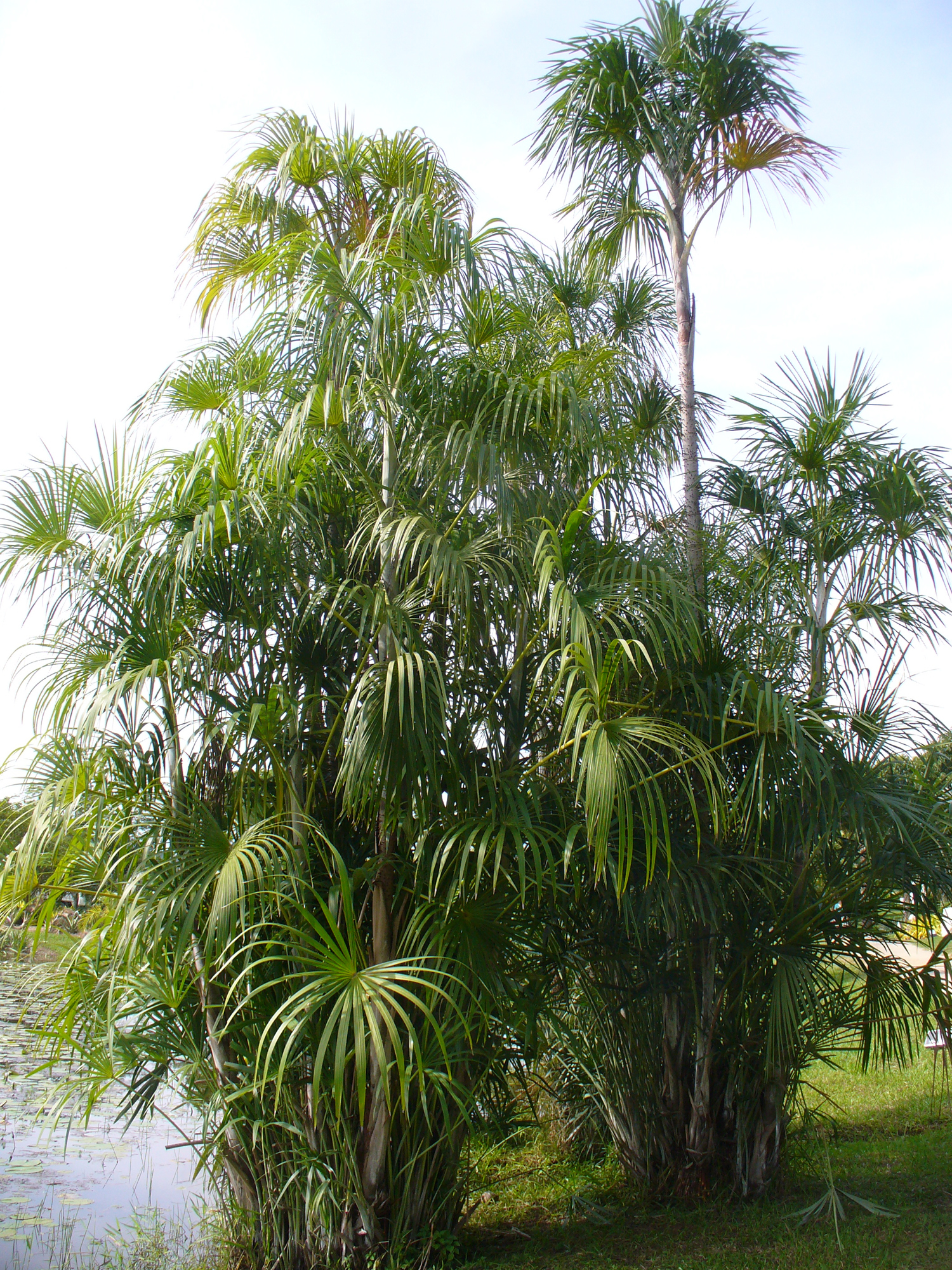
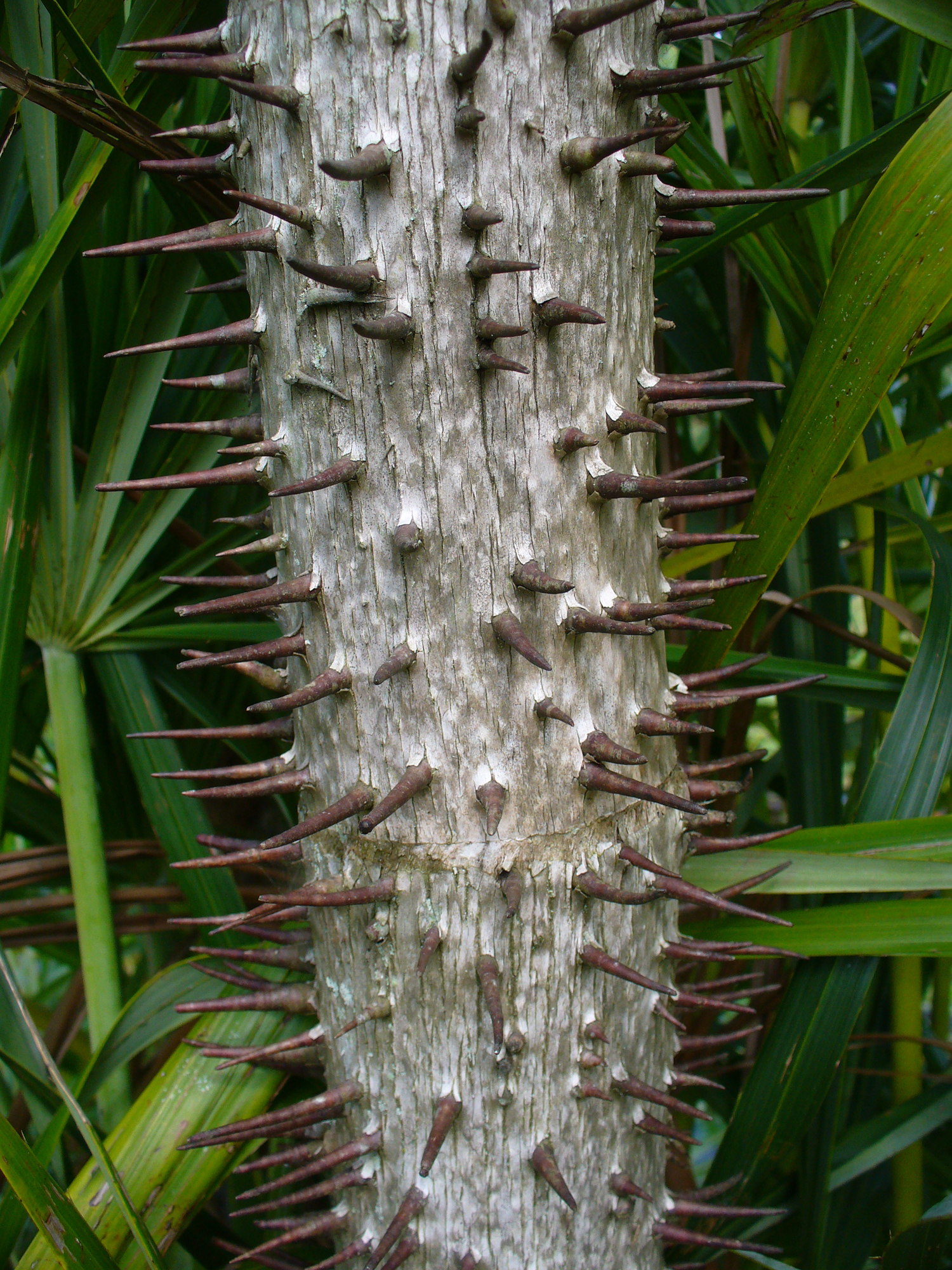